# 532-й окремий ремонтно-відновлювальний полк (Україна)
532-й окремий ремонтно-відновлювальний полк (532 ОРВП, в/ч А3336) — військовий підрозділ, що входить до складу Збройних Сил України.

## Історія
Військова частина створена в 2002 році.
З початком війни на сході України у 2014 році, військову частину було залучено до проведення Антитерористичної операції для відновлення військової техніки, що вийшла з ладу під час бойових дій.
Станом на 2018 рік, військова частина з батальйону переформована на полк.

## Втрати
- 12 листопада 2014 — Цибулін Юрій Віталійович. Загинув під час мінометного обстрілу у с. Піски.[3][1]
- 12 листопада 2014 — Макаров Олег Михайлович. Загинув під час мінометного обстрілу у с. Піски.[4][1]
- 10 квітня 2022 - Котлінський Микола Іванович («Іванич»), 4.12.1967. Сержант. Загинув біля міста Павлоград Донецької області[5].